# 23747 Рагаельґупта
23747 Рагаельґупта (23747 Rahaelgupta) — астероїд головного поясу, відкритий 22 травня 1998 року.
Тіссеранів параметр щодо Юпітера — 3,503.